# Karolina Makul
Karolina Makul (ur. 23 sierpnia 1994) – polska lekkoatletka, dyskobolka, uprawiająca również rzut młotem.
Zawodniczka klubu WKS Śląsk Wrocław. Medalistka mistrzostw Polski w różnych kategoriach wiekowych w rzucie dyskiem: m.in. brązowa medalistka Mistrzostw Polski seniorów w 2014. Jej największym dotychczasowym osiągnięciem jest srebrny medal mistrzostw Europy Juniorów do lat 19 (Rieti 2013). Wcześniej, w 2011 zajęła 10. miejsce na mistrzostwach świata juniorów  do lat 17.
Została podopieczną Fundacji im. Feliksa Stamma.

## Rekordy życiowe
- rzut dyskiem – 58,92 m (2014)
- rzut młotem – 48,24 m (2013)